# Blaha Lujza tér (stanice metra v Budapešti)
Blaha Lujza tér je stanice metra v Budapešti na lince M2, v její centrální části. Nachází se pod stejnojmenným náměstím, pojmenovaném po herečce Lujze Blahové na křižovatce Velkého okruhu (Nagykörút) a třídy Rákóczi. Náměstí je významnou křižovatkou veřejné hromadné dopravy (tramvaje 4, 6, 28, 28A, 37, 37A, 62 a trolejbusové a autobusové linky). Otevřena byla roku 1970 jako součást prvního provozního úseku červené linky, rekonstruována byla v roce 2004.